# 佛爾國春 (咸豐進士)
佛爾國春（1813年-？），字石臣，号芝圃，西林覺羅氏，满洲正白旗人。清朝政治人物，进士出身。

## 生平
咸丰元年顺天乡试举人，咸豐六年（1856年）丙辰科三甲進士。光绪六年，任翼城知县。曾参与编篡《翼城县志》。

## 家庭
- 始祖芳依那，世居宁古塔。族亲先祖镶蓝旗满洲、大学士鄂尔泰。
- 世祖巴布哈，墨尔根城协领。“巴布哈，正白旗人，雅爾納同族，世居寧古塔地方，國初來歸。曾孫瑪喀納原任白都訥副都統，伊佛訥原任三等侍衞，岱山現任頭等侍衞，達郎阿現任二等侍衞。元孫塞楞特現任六品典儀，滿達爾善現任筆帖式，尼瑪理原任三等侍衞”（载《八旗滿洲氏族通譜》卷17）。
- 太高祖。
- 高祖绰乃，吉林将军。
- 曾祖带三（又岱山），头等侍卫。曾祖母薩克達氏。
- 祖满达礼，管理地坛五品官。祖母兆佳氏。胞兄滿達爾善。
- 父尚安，库守吏尉。母张佳氏（父正白旗汉军张挺淮，胞叔张挺汲，祖父張鎬；姑母张氏嫁正白旗汉军、乾隆辛卯科舉人徐峻德（字克齋），其子乾隆二十年（1755）己亥科舉人徐秉鑑，孙女徐氏嫁镶黄旗汉军郝沾（曾祖吏部尚书郝玉麟））。
- 胞姊西林觉罗氏，嫁正白旗汉军刘元皓（父乾隆四十九年（1784年）甲辰科武进士、御前侍卫劉志仁 (乾隆武進士)）。
- 妻张佳氏（父正白旗汉军張檀，祖父乾隆庚辰科举人张挺汲，曾祖張鎬；姑母张氏嫁正黄旗蒙古托克托莫特氏成祿，其子嘉庆己卯科進士勤果公明誼）。
- 子寅亮。